# Hans Sachs
Hans Sachs (Nürnberg, 1494. november 5. – Nürnberg, 1576. január 19.) korai újkori német mesterdalnok, költő és drámaíró.

## Élete
Hans Sachs Nürnbergben született 1494. november 5-én a szabómester Jörg Sachs fiaként. Az iskolában latint tanult, de 1509-től két évig vargának, tímárnak tanult és ezt követően akkori szokás szerint vándorútra ment, hogy öt évig más mesterektől is tanuljon.
Ez idő alatt rövid ideig I. Miksa császár udvarában is szolgált Innsbruckban és ott határozta el, hogy mesterdalnok lesz belőle. Ezért kezdett el a müncheni Lienhard Nunnenbeck dalnokmesternél tanulni. 1516-ban tért haza szülővárosába, Nürnbergbe. 1520-ban cipészmester lett, aktív tag a mesterdalnokok céhében és egy ideig, 1555 körül, a céh elnöke is.
1519. szeptember 1-jén feleségül vette Kunigunde Creutzert (1502–1560). Első felesége halála után újra megházasodott 1561. szeptember 2-án, ezúttal egy fiatal özvegyasszonyt vett el, Barbara Harscher személyében. Kunigundétől hét gyermeke született, de ők még szüleik előtt meghaltak.
Már korán a reformáció oldalára állt és terjesztette Luther tanait, például a Die Wittenbergisch Nachtigall (A wittenbergi csalogány, 1523) című versével, Luther tanainak népies bemutatásával, amely igen népszerűvé tette szerzőjét. Ezt követően Hans Sachs több mint 6000 szerzeményt produkált, többjük ún. Knittel-vers. Hans Sachs az egyik legismertebb középkori mesterdalnok, 81 évesen hunyt el Nürnbergben.

## Korabeli jelentősége
A mesterdalnokok központja Nürnberg volt, és a nürnbergi mesterdalnokok legjobbja Hans Sachs. A dalnokok céhekben tömörültek, és nagyon szigorú szabályok szerint voltak kötelesek dalolni, azaz írni és énekelni. Ezeket a szabályokat Hans Sachs élete végéig betartotta, de a témák választásában addig ismeretlen utakon járt. Hihetetlenül termékeny költő volt, a 4275 mesterdal mellett színpadi műveket, meséket, zsoltárokat, farsangi játékokat és példázatokat is nagy számban írt. A dalokban meglepően közvetlen hangon szólalt meg, a történetek alakjait közvetlen környezetéről mintázta. Műveit 1558-tól összegyűjtve saját maga adta ki, és ezzel műveit addig soha nem ismert módon tudta terjeszteni, hírnevét nagyobbítani.
A reformációt támogatta, erről számos példázata, játéka, párbeszéde tanúskodik. Emiatt a város tanácsa azonban hamar eltiltotta a dalolástól, és csak cipészkedéssel foglalkozhatott. A reformáció azonban gyorsan terjedt és Nürnberg váratlanul protestáns többségű lett (1529). Hans Sachs írási tilalmát természetesen azonnal megszüntették, és mint előhírnöküket, hősként ünnepelték.

## Művei

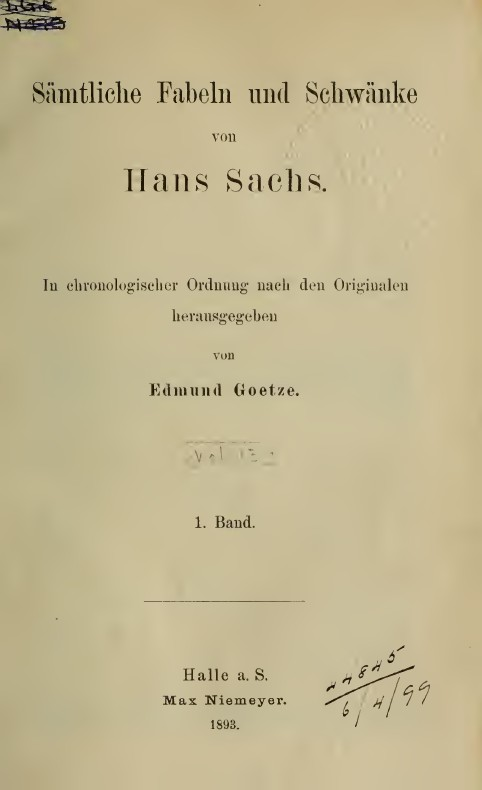
Sämtliche Fabeln und Schwänke, 1 (1893)

- Das Hofgesin der Venus (Fastnachtsspiel, 1517)
- Die Wittenbergisch Nachtigall (Gedicht, 1523)
- Dialoge (1524), Neuausgabe: Insel-Bücherei 579/2 (1976)
- Schlaraffenland (Schwank, 1530)
- Das Narrenschneiden (Fastnachtsspiel, 1534)
- Der schwangere Bauer (Fastnachtsspiele, 1544)
- Der Teufel mit dem alten Weib (Fastnachtsspiel, 1545)
- Der fahrende Schüler im Paradeis (Fastnachtsspiel, 1550)
- Das Kälberbrüten (Fastnachtsspiel, 1551)
- Die ungleichen Kinder (Drama, 1553)
- Der Krämerskorb (Fastnachtsspiel, 1554)
- St. Peter mit der Geiß (Schwank, 1555)
- Eygentliche Beschreibung Aller Stände auff Erden[halott link]. Franckfurt am Mayn 1568, Online-Ausgabe der Sächsischen Landesbibliothek – Staats- und Universitätsbibliothek Dresden

## Magyarul
- Sachs Hans Farsangi komédiái; ford. Angyal Géza; Amicus, Bp., 1923 (Régiségek-ritkaságok)
- A wittenbergi fülemile; in: Két emlék a reformáció korából; ford. Payr Sándor, sajtó alá rend. Kovács Sándor; Luther-Társaság, Bp., 1939 (A Luther-Társaság kiadványai. Ú. s.)
- A furfangos diák. Komédia; idegen ötlet (Hans Sachs) nyomán írta Cserháti Lajos; szerzői, Bp., 1949
- Koppányi György: A paradicsomjáró diák. Hans Sachs Der fahrende Schüler im Paradies c. komédiája nyomán; in: Három egyfelvonásos; szerk. SZOT Kultúrnevelési osztálya; Népszava, Bp., 1953 (Műsorfüzet)
- A diák és az ördög; ford. Csányi László, rendezői utószó Letenyei György; Megyei Tanács, Szekszárd, 1960
- Farsangi komédiák; ford. Végh György, Angyal Géza, rend. utószó Dániel Ferenc; NPI, Bp., 1970 (Színjátszók kiskönyvtára)
- A lovag meg az ibolya. Harminchárom farsangi komédia és egy svank; vál., ford., utószó, jegyz., bibliográfia, képanyag összeáll. Mann Lajos; Orpheusz, Bp., 1999